# Ortisei
Ortisei (in tedesco St. Ulrich, in ladino Urtijëi, [uʀtiˈʒɜj] , in italiano Ortisei) è un comune italiano di 4 731 abitanti della provincia autonoma di Bolzano in Trentino-Alto Adige. È inoltre un comune mercato, nonché il centro abitato principale e più densamente popolato della Val Gardena.

## Geografia fisica
Il centro abitato si estende ad un'altitudine media di 1236 m s.l.m., dal fondovalle fin verso le pendici del Monte Rasciesa (2282 m s.l.m.), ed è situato sulla destra orografica del rio Gardena, che scorre da est a ovest e sfocia nell'Isarco presso Ponte Gardena.
Il territorio comunale confina a nord con Funes, ad est con Santa Cristina Valgardena, a sud con la frazione Oltretorrente (Überwasser) del comune di Castelrotto e a ovest confina con Laion.

## Origini del nome
Il toponimo è attestato come Ortiseit nel 1288, attestato ancora nel 1497 con Hanns von Ortiseit, e deriva dal latino urticetum (letteralmente "luogo delle ortiche"). Il nome tedesco Sankt Ulrich è documentato dal 1366 ed è la versione tedesca del santo patrono locale Sant'Ulrico di Augusta, la cui chiesa fu proprietaria di larghi appezzamenti terrieri nella zona durante tutto il Medioevo.

## Storia

### Stemma
Lo stemma comunale raffigura Sant'Ulrico bardato con i paramenti vescovili e una croce d'oro nella mano destra, in groppa a un cavallo con i finimenti d'oro, su tre cime di monti verdi e lo sfondo d'oro. Lo stemma è adornato da un capo azzurro con tre scudetti alternati a due api d'oro, che simboleggiano l'operosità degli abitanti del comune. Lo stemma è stato concesso nel 1907 e riconfermato nel 1970.

## Monumenti e luoghi d'interesse
Ortisei presenta sedici edifici riconosciuti come beni culturali e pertanto sottoposti a vincolo dalla provincia autonoma di Bolzano.

### Architetture religiose

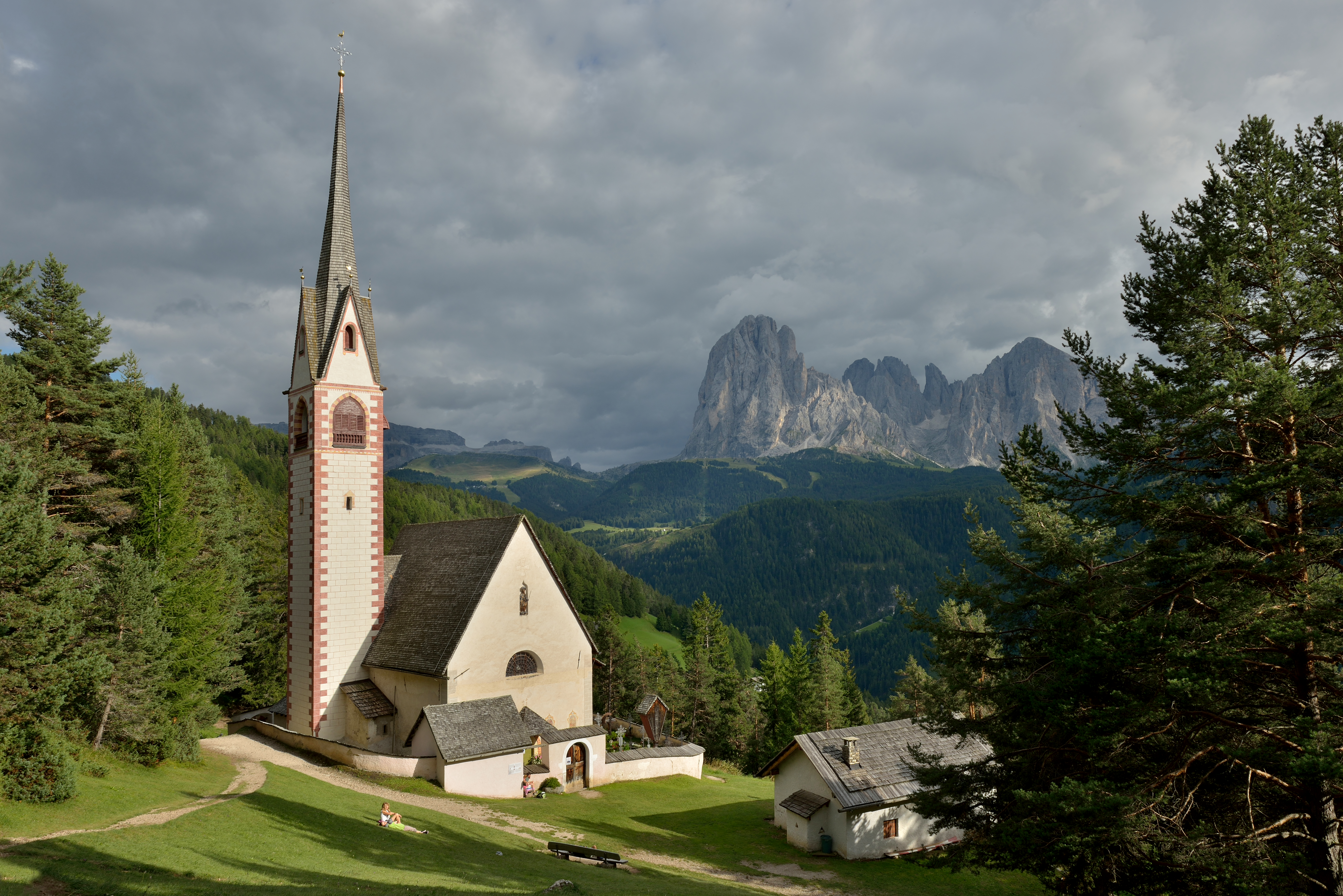
Chiesa di San Giacomo

- Chiesa parrocchiale di Sant'Ulrico e dell'Epifania del Signore: realizzata in stile neoclassico con elementi barocchi nell'ultimo scorcio del XVIII secolo, contiene un ricco apparato pittorico e numerose statue lignee di artisti locali.[9]
- Chiesa di San Giacomo: di antica fondazione, fu rimaneggiata in stile tardogotico nel corso del Seicento. Conserva affreschi del secondo Quattrocento e copie delle originali suppellettili barocche.[10][11]
- Chiesa di Sant'Antonio: edificata nella seconda metà del XVII secolo, affianca alla semplice struttura di gusto rinascimentale un apparato decorativo prevalentemente barocco.[12]
- Chiesa di Sant'Anna: situata nel perimetro del cimitero comunale, è in stile tardogotico. All'interno conserva arredi barocchi.[13]
- Cappella di Santa Croce: eretta nel 1752 fu modificata più volte in seguito. La facciata presenta un portale ogivale tra due finestre a sesto acuto. L'abside è trilaterale. Conserva un crocifisso policromo del XVIII secolo.[14]
- Capela da Poz: costruzione a uso ibrido della metà dell'Ottocento, presenta un piano terra ad uso profano e un primo piano con volta a botte e abside semicircolare. Il tetto è a scandole.[15]

### Architetture civili
- Villa Rifesser Stufan: casa signorile a tre piani e sottotetto, ricostruita a fine Ottocento secondo lo stile del tardo eclettismo sul sito di un antico maso attestato sin dal 1515, e ampliata nel 1927. L'erker posto in posizione angolare reca quattro busti di Josef Rifesser raffiguranti i protagonisti della rivolta tirolese del 1809. L'intero conserva parte degli arredi del primo Novecento.[16]
- Costamula de sëura: abitazione realizzata a blockbau comprendente una stube con trave portante e un balcone con stenditoio, impiegato per l'asciugatura dei cereali. Vi è annessa una chiesa in muratura con volta a botte.[17]
- Costamula de sot: maso in pietra e legno, comprendente un'iscrizione datata 1608. La porta d'accesso ad arco a tutto sesto è raggiungibile da una piccola scala a doppia rampa. Il soffitto della stube è a scomparti in legno con cornici intagliate.[18]
- Kudan: edificio residenziale in muratura e a più piani con facciata barocca stube e cornici marmorizzate alle finestre.[19]
- Fëur: casa contadina, impiegata oggi come baita in malga, costruita a blockbau e con tetto a doppia falda. Il soffitto della stube è tra i più antichi dell'Alto Adige.[20]
- Janon: casa d'abitazione in muratura a un solo piano. Sulla chiave di volta della porta d'ingresso a tutto sesto sono scolpiti un paio di forbici, due teste e altre decorazioni.[21]
- Martin: edificio residenziale in pietra di epoca medievale. conserva un affresco della Madonna del Soccorso e una veduta di città.[22]
- Nevel: due masi abbinati della seconda metà del Settecento. Le paraste angolari e le cornici delle finestre recano incisioni dipinte. All'interno spiccano gli intagli particolarmente elaborati della stube barocca.[23]
- Peza in St. Jakob: fattoria a più piani in muratura e legno. La porta d'ingresso, con arco a tutto sesto ha un battente datato 1693. Il corridoio ha volta a crociera.[24]
- Pradatsch: Fattoria del 1772 con facciata barocca intonacata e dipinta di colore bruno, sulla quale spiccano gli elementi architettonici e decorativi bianchi. Il soffitto della stube è decorato con stucchi, mentre la colonna tortile della stufa è munita di un capitello.[25]
- Rovine del castello di Stetteneck, realizzato nel XIII secolo sul col da Pincan, in posizione elevata in prossimità di una ripida scarpata.

#### Musei

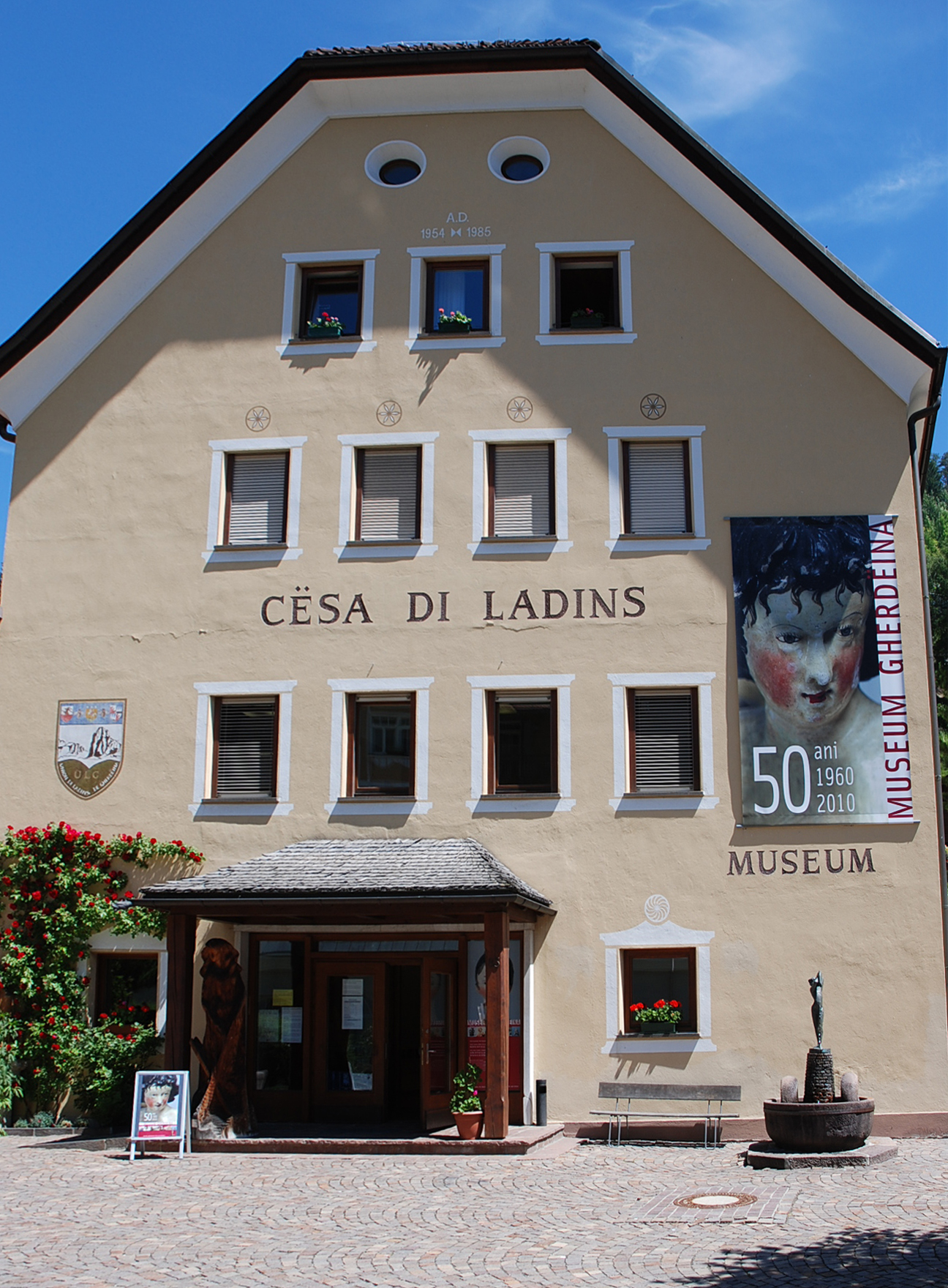
La "Cësa di Ladins" che ospita il Museum Gherdëina, la Biblioteca ladina, ed è sede della "Union di Ladins de Gherdëina".

Nel centro di Ortisei ha sede il Museo della Val Gardena, che conserva reperti geologici, paleontologici e archeologici rinvenuti sul territorio, oltre ad una collezione di sculture e giocattoli di legno.
La Casa della cultura Luis Trenker, ospitata in un edificio progettato dall'architetto Hubert Prachensky (1916-2009), conserva l'antica campana del Magister Manfredinus.

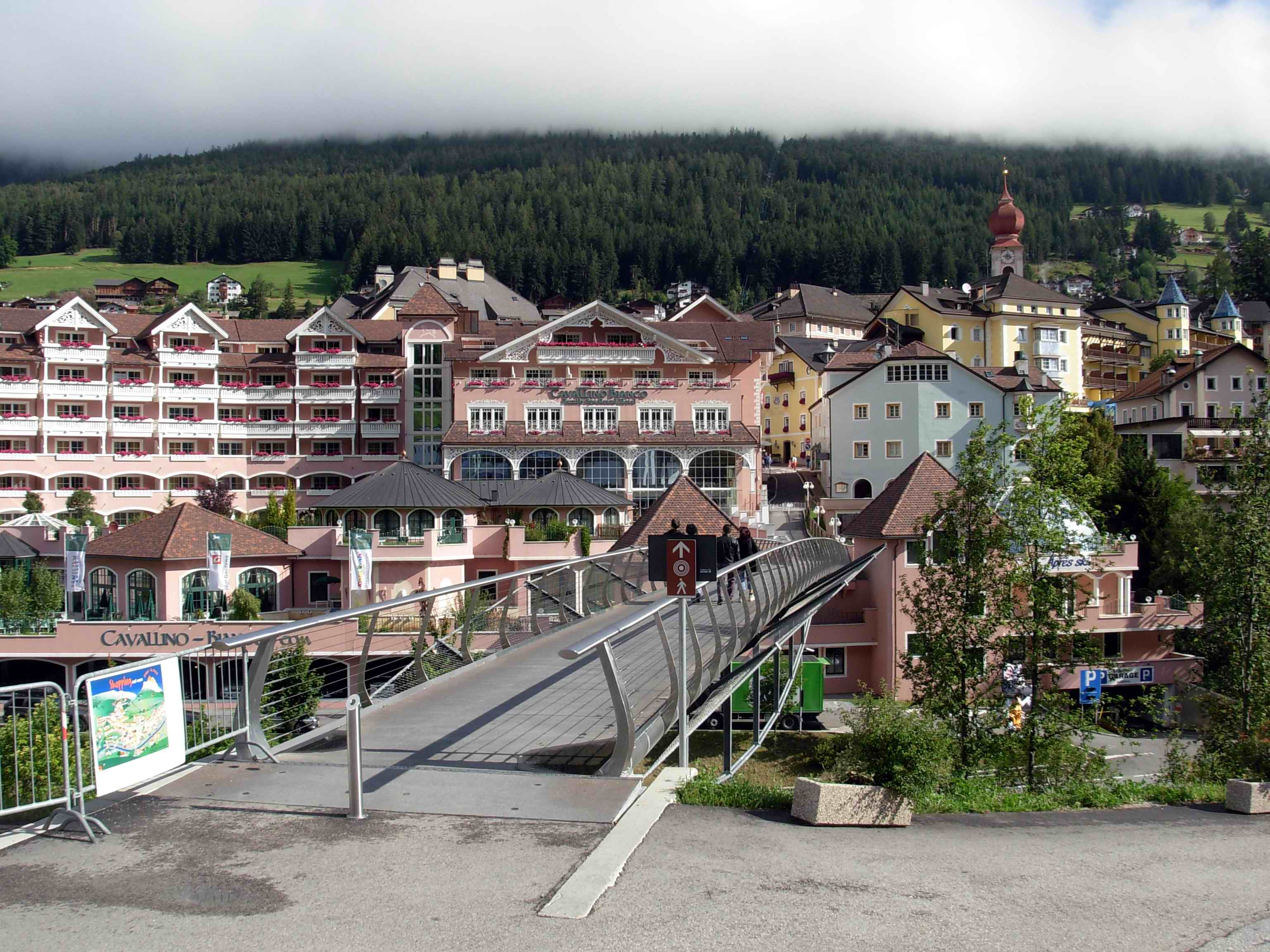
Veduta del centro cittadino

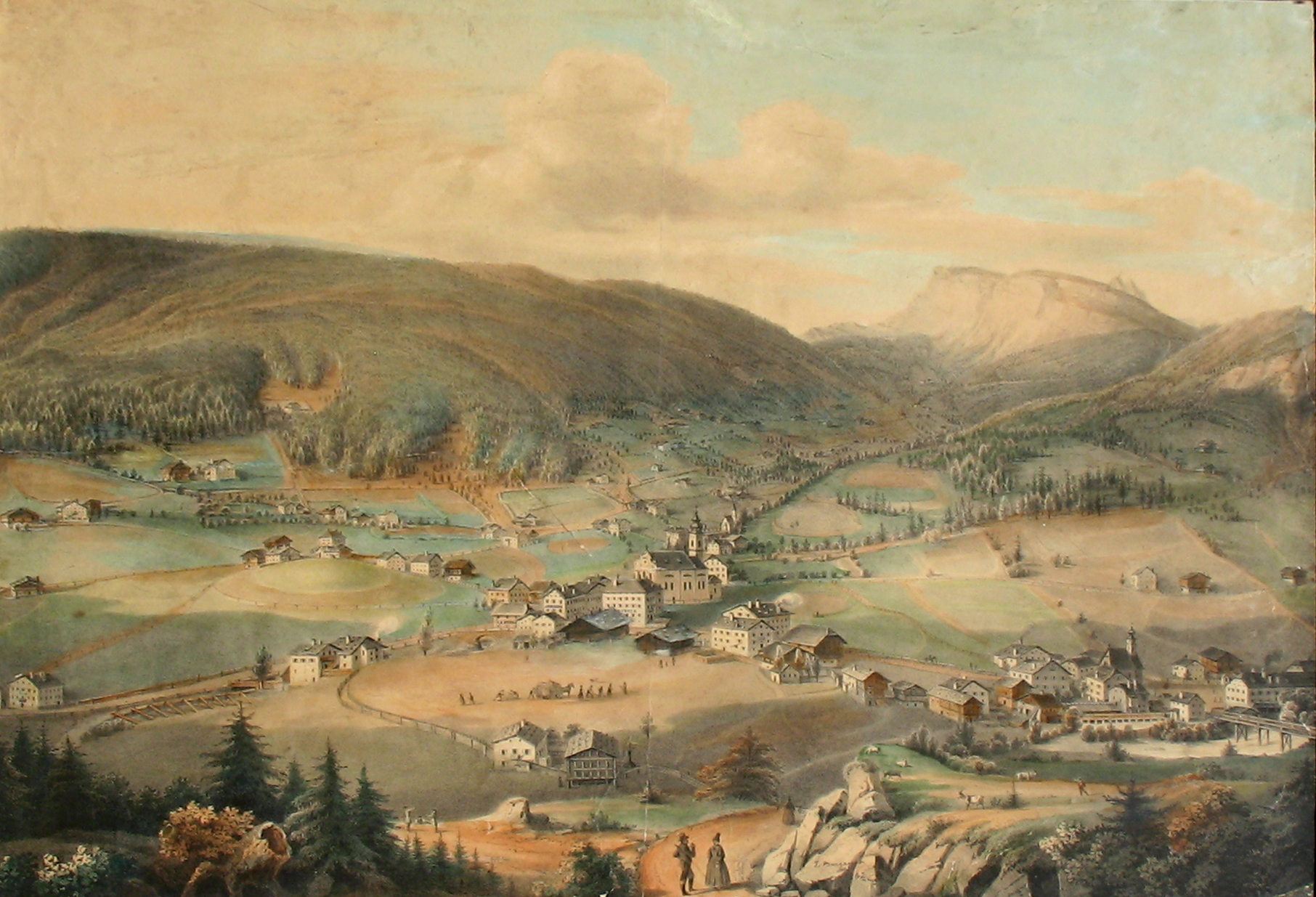
Ortisei nel 1856 in una litografia di Johann Burgauner (1812-1891)

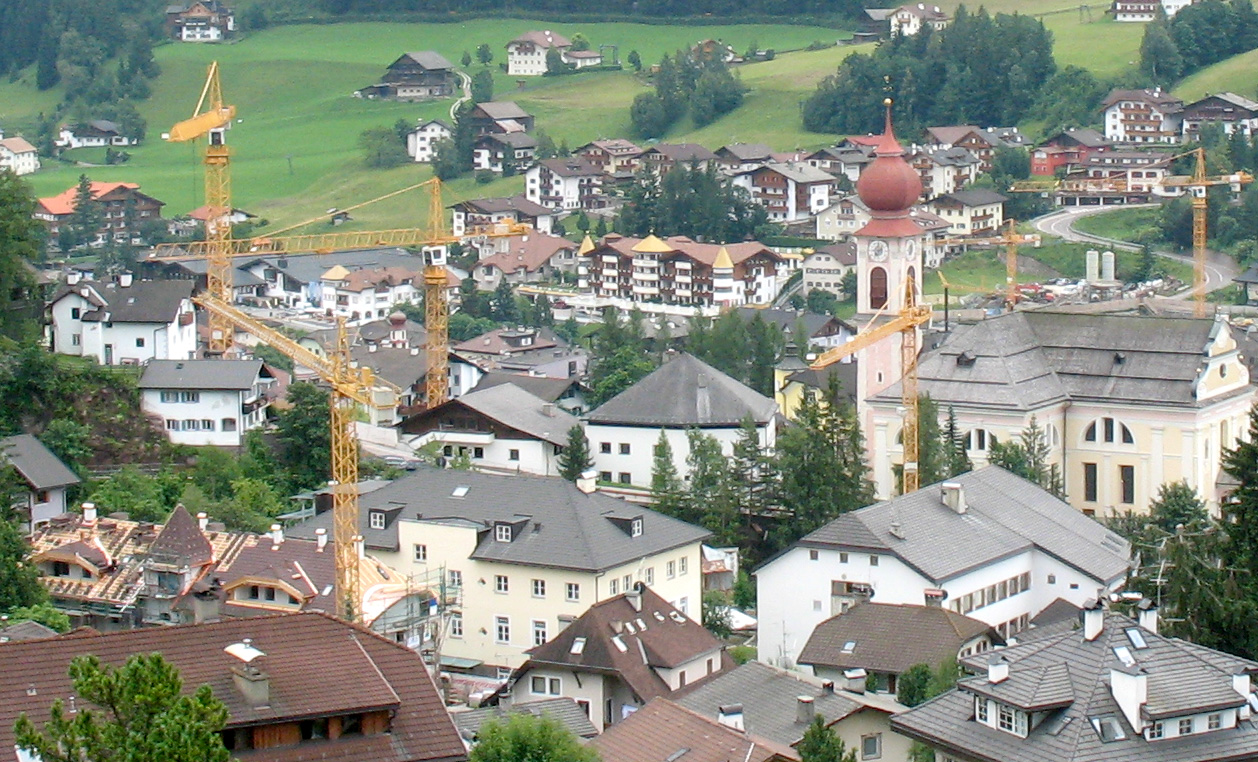
Il paese di Ortisei. La foto evidenzia l'incessante sviluppo urbanistico del centro abitato

## Società

### Ripartizione linguistica
Ortisei è uno degli 8 comuni dell'Alto Adige la cui popolazione è in maggioranza di madrelingua ladina:
| Ripartizione linguistica | 1971   | 1981   | 1991   | 2001   | 2011   | 2024   |
| ------------------------ | ------ | ------ | ------ | ------ | ------ | ------ |
| Madrelingua italiana     | 9,20%  | 5,39%  | 4,98%  | 5,55%  | 6,51%  | 9,90%  |
| Madrelingua tedesca      | 18,57% | 10,26% | 11,07% | 12,13% | 9,30%  | 10,35% |
| Madrelingua ladina       | 72,23% | 84,35% | 83,94% | 82,32% | 84,19% | 79,75% |

### Evoluzione demografica
Abitanti censiti

## Cultura

### Scuole
Ortisei ospita le scuole dell'obbligo e alcune scuole secondarie superiori e in particolare l'Istituto d'Arte (Kunstschule / Scola d'ert) e l'Istituto Tecnico Economico Raetia, facenti parte del sistema d'istruzione pubblica per le località ladine, nelle cui scuole l'istruzione avviene (in proporzione che cambia dalla prima elementare alle superiori) in italiano, ladino e tedesco.

### Biblioteche
- Biblioteca civica San Durich
- Biblioteca del Circolo degli artisti
- Biblioteca ladina, presso la Cësa di Ladins

## Economia
L'economia locale si basa soprattutto sul turismo invernale ed estivo infatti Ortisei è una rinomata località di villeggiatura che d'inverno si trasforma in una mondana stazione sciistica delle Dolomiti. Molto noto è l'artigianato delle sculture di legno, che vanta un'antica tradizione, e quello dei giochi.

## Infrastrutture e trasporti
Ortisei è collegata a Ponte Gardena e alla Valle Isarco dalla strada statale 242 di Val Gardena e Passo Sella; una diramazione di tale strada collega Ortisei anche con Chiusa, ove si trova uno svincolo dell'Autostrada A22.

### Ferrovie
Per alcuni decenni del XX secolo Ortisei fu servita (tramite l'omonima stazione) dalla ferrovia della Val Gardena, una linea a scartamento ridotto che collegava Chiusa con Plan, che rimase in esercizio dal 6 febbraio 1916 al 28 maggio 1960, quando fu soppressa. Le tracce della ferrovia sono quasi tutte scomparse: nel 1970 il sedime tra Chiusa-Ortisei venne sfruttato per realizzare la strada statale 242dir, mentre la tratta Ortisei-Plan è stata trasformata in un sentiero pedonale.

### Impianti di risalita

Il gruppo del Sella da Ortisei

Un'ovovia a doppia fune collega Ortisei con l'Alpe di Siusi. Il monte Secëda si raggiunge con un'altra ovovia e una funivia. Una seggiovia ad un posto singolo portava al Rasciesa - Raschötz. La funicolare Rasciesa, fra le più lunghe d'Europa (2 422 metri), che sostituisce dall'estate del 2010 la vecchia seggiovia, porta al Rasciesa in 6 minuti.
Altri impianti di risalita servono esclusivamente piste da sci e sono pertanto chiusi durante il periodo estivo. L'ovovia dell'Alpe di Siusi è conosciuta per la manifestazione Val Gardena Sky Dinner, un'elegante cena gourmet, servita nelle singole cabine, che permette a circa 120 commensali di cenare godendo di una vista spettacolare sulle montagne.
Un sentiero pedonale, ricalcante il vecchio tracciato della ferrovia della Val Gardena (Chiusa-Plan), collega Ortisei con il borgo confinante di Santa Cristina Valgardena.

## Amministrazione
| Periodo          | Periodo          | Primo cittadino               | Partito                           | Carica                    | Note   |
| ---------------- | ---------------- | ----------------------------- | --------------------------------- | ------------------------- | ------ |
| nel 1975         |                  | Josef Sanoner                 |                                   | Sindaco                   |        |
| 2005             | 12 maggio 2015   | Ewald Norbert Leopold Moroder | SVP                               | Sindaco                   |        |
| 12 maggio 2015   | 15 novembre 2015 | Theodor Rifesser              | Nominato dalla giunta provinciale | Commissario straordinario | [ 35 ] |
| 15 novembre 2015 | in carica        | Tobia Moroder                 | lista civica Per la lista unica   | Sindaco                   |        |

Il comune fa parte della comunità comprensoriale Salto-Sciliar.

## Sport
In occasione dei Mondiali di sci alpino 1970 Ortisei fu sede delle gare di slalom speciale, disputate sul pendio del Ronc; la medesima pista nel 1975 ospitò un parallelo valido quale gara conclusiva della Coppa del Mondo, che si risolse in uno "spareggio" per il primato nella classifica generale tra Gustav Thoeni (poi vincitore) e Ingemar Stenmark.
Il 21 maggio 2005 la 13ª tappa del Giro d'Italia si è conclusa ad Ortisei, con la vittoria del colombiano Iván Parra.
Anche nel 2017 il Giro d'Italia l'arrivo della 18ª tappa fu il 25 maggio ad Ortisei.
In città aveva sede una storica squadra di hockey su ghiaccio, l'HC Ortisei, vincitrice di 4 scudetti. Nel 1999, a seguito del crollo del palazzo del ghiaccio di Ortisei (travolto da una frana), la squadra si fuse con il club di Selva di Val Gardena, cambiando nome in HC Gardena e trasferendo il proprio campo casalingo al Pranives.
La società calcistica locale è il Fussball Club Gherdëina, nato nel 1992 dalla fusione tra due club preesistenti (F.C. Urtijëi di Ortisei e A.C. Sëlva di Selva di Val Gardena), che si propone di rappresentare tutta la Val Gardena. La sua esistenza si è interamente dipanata nelle divisioni dilettantistiche locali. I colori sociali sono il rosso e il blu, sede delle gare interne è il campo sportivo Mulin da Coi, al confine con Santa Cristina, unitamente ad altri due campi a Ortisei e Selva, presso i quali opera altresì il settore giovanile.

## Nella cultura di massa
Il film Fantozzi contro tutti del 1980 è ambientato in parte ad Ortisei.